# Joel C. Rosenberg
Joel C. Rosenberg (Rochester (Nova Iorque), 7 de abril de 1967) é um estrategista de comunicação americano-israelense, escritor e executivo sem fins lucrativos. Ele escreveu romances sobre terrorismo e profecia bíblica, incluindo o ganhador do Gold Medallion Book Award, The Ezekiel Option . Ele também escreveu livros de não-ficção, como Epicenter e Inside the Revolution. Ele é autor de vários best-sellers com mais de três milhões de exemplares vendidos. Rosenberg também é especialista nas temáticas do Médio Oriente. The Auschwitz Escape (2014) (A Fuga de Auschwitz) esteve várias semanas na lista dos livros mais vendidos do New York Times e foi eleito um dos melhores romances do ano pelos leitores do site Good Reads.

## Biografia
Rosenberg nasceu em 1967 perto de Rochester, Nova York . Ele afirmou que seu pai é descendente de judeus e sua mãe nasceu em uma família metodista de ascendência inglesa. Seus pais eram agnósticos e se tornaram cristãos quando ele era criança em 1973. Aos 17 anos, ele se tornou cristão e agora se identifica como um judeu crente em Jesus (judeu messiânico). Graduou-se em 1988 na Universidade de Syracuse,  após o qual trabalhou para Rush Limbaugh como assistente de pesquisa. Mais tarde, ele trabalhou para o candidato presidencial dos EUA, Steve Forbes, como consultor de campanha. Rosenbeg abriu uma empresa de consultoria política que administrou até 2000 e afirma ter feito consultoria para o ex-vice-primeiro-ministro israelense Natan Sharansky e o ex-primeiro-ministro Benjamin Netanyahu, onde ele diz que obteve grande parte de suas informações sobre o Oriente Médio que ele usa nos livros dele.

### Encontro com príncipe saudita
Pela segunda vez, em 2019 Rosenberg liderou uma visita religiosa para a Arábia Saudita, estabelecendo uma reunião de uma delegação de nove líderes evangélicos dos Estados Unidos com o príncipe herdeiro Mohammad bin Salman. O escritor declarou:
Tivemos uma discussão fascinante sobre Israel, os palestinos e o processo de paz. Enquanto o que ele nos disse foi fora de série, passamos pelo menos 30 minutos de nossa reunião discutindo sobre Israel. Eu disse a ele que adoraria ver nossos dois países fazerem as pazes e estou ansioso pelo momento em que ele esteja pronto para convidar o primeiro ministro de Israel para Riade e estamos prontos para convidá-lo para Jerusalém.

## Carreira
Após a derrota de Netanyahu em 1999, Rosenberg decidiu se aposentar da política e começar uma nova carreira como escritor. A Última Jihad foi seu primeiro livro e o primeiro de uma série fictícia de cinco partes envolvendo terrorismo e como ele pode se relacionar com a profecia bíblica. O livro foi escrito nove meses antes dos ataques de 11 de setembro (uma edição revisada leva em conta o evento) e foi publicado em 2002. Quando publicado, The Last Jihad passou 11 semanas na lista de best-sellers do New York Times, chegando ao número sete. Ele também apareceu nas listas de best-sellers do USA Today e Publishers Weekly, e atingiu o número quatro na lista do The Wall Street Journal . O livro foi seguido por The Last Days, que passou quatro semanas na lista de mais vendidos do New York Times, atingiu o número cinco na lista do Denver Post e atingiu o número oito na lista do Dallas Morning News .

### OJoshua Fund
Rosenberg é o fundador e presidente do The Joshua Fund, uma instituição de caridade sem fins lucrativos 501(c)(3)  que busca "abençoar Israel e seus vizinhos em nome de Jesus, de acordo com Gênesis 12:1- 3." 

## Crítica indireta
O Media Matters for America, um grupo de vigilância da mídia progressista, criticou a emissora CNN dos Estados Unidos, que "apresentou um segmento sobre 'se a crise no Oriente Médio é realmente um prelúdio para o fim do mundo', marcando a terceira vez em oito dias que a CNN dedicou tempo de TV àqueles que alegam que a violência em curso no Oriente Médio sinaliza a chegada do Apocalipse", Rosenberg apareceu em um desses segmentos em 31 de julho de 2006, no Paula Zahn Now, na CNN. Ele apresentava Rosenberg comparando as Escrituras apocalípticas na Bíblia com eventos modernos, que ele vê, além das lentes da política e da economia, através do que ele chama de "uma terceira lente também: a lente das Escrituras".
As opiniões de Rosenberg sobre a Guerra de Ezequiel 38–39, na Bíblia, envolvendo Gogue e Magogue estão alinhadas com o dispensacionalismo, um dos vários sistemas teológicos cristãos envolvendo escatologia. O preterista parcial Gary DeMar interpelou Rosenberg sobre este assunto. 

## Vida pessoal
Rosenberg e sua esposa Lynn têm quatro filhos: Caleb, Jacob, Jonah e Noah, e residem em Israel. 

## Obras

### Série A Última Jihad
- The Last Jihad (2002) em Portugal: A Última Jihad (Editora Livros do Brasil, 2004)
- The Last Days (2003) em Portugal: Os Últimos Dias (Editora Livros do Brasil, 2005)
- The Ezekiel Option (2005) em Portugal: A Opção de Ezequiel (Editora Livros do Brasil, 2006)
- The Copper Scroll (2006)
- Dead Heat (2008)

### Série David Shirazi
- The Twelfth Imam (2010)
- The Tehran Initiative (2011)
- Damascus Countdown (2013)

### Série J.B. Collins
- The Third Target (2015)  em Portugal: Ameaça Global (Clube do Autor, 2016)
- The First Hostage (2016)
- Without Warning (2017)

### Série Marcus Ryker
- The Kremlin Conspiracy (2018)
- The Persian Gamble (2019)
- The Jerusalem Assassin (2020)
- The Beirut Protocol (2021)

### Livros isolados
- The Auschwitz Escape (2014) em Portugal: A Fuga de Auschwitz, tradução: Eugénia Antunes (Clube do Autor, 2015)

### Não-ficção
- Epicenter (2006)
- Epicenter 2.0 (2008)
- Inside the Revolution (2009)
- Inside the Revival (2010)
- Implosion (2012)
- The Invested Life (2012)
- Israel at War (2012)
- Enemies and Allies: An Unforgettable Journey Inside the Fast-Moving & Immensely Turbulent Modern Middle East (2021)